# Worcester Porcelain Museum

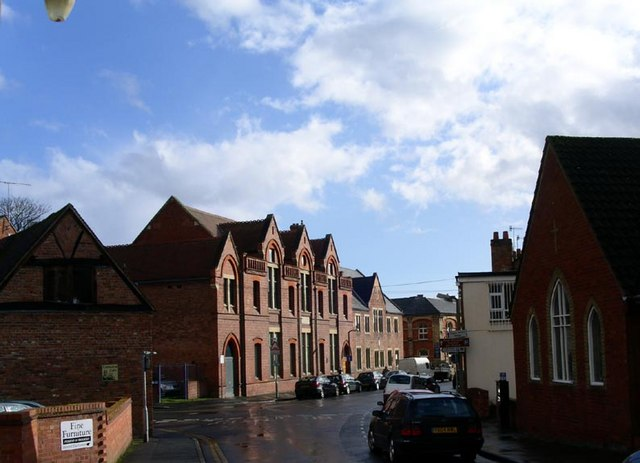
Das Worcester Porcelain Museum an der Severn Street (2006)

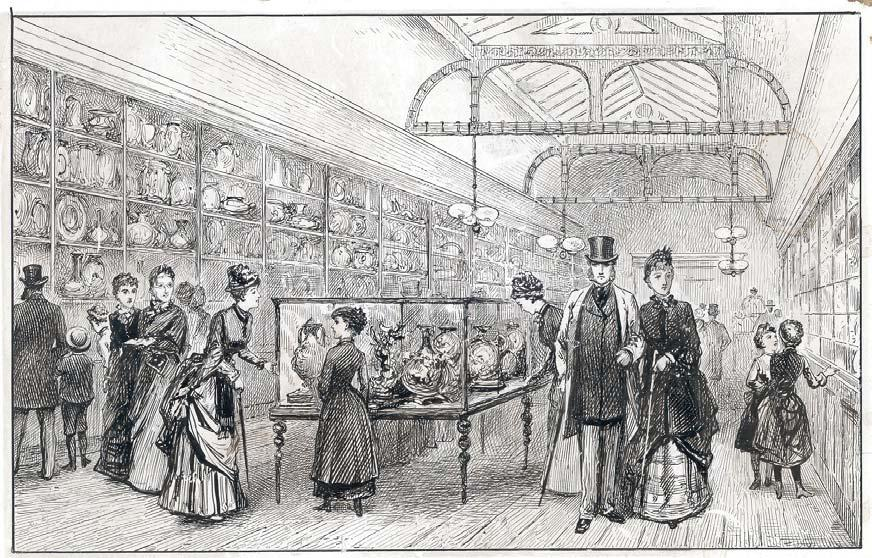
Das alte Royal Worcester Fabriksmuseum (vor 1900)

Das Worcester Porcelain Museum (offiziell The Museum of Worcester Porcelain)  beherbergt die weltweit größte Sammlung von Royal-Worcester-Porzellan. Die Keramik-Sammlungen, Archive und Aufzeichnungen der werkseigenen Produktion bilden die primäre Quelle für die Untersuchung von Worcester-Porzellan und seiner Geschichte. Das 1879 eröffnete Museum befindet sich neben der ehemaligen Porzellanfabrik an der Severn Street in Worcester. 

## Geschichte
Während der 1860er und -70er Jahre begann Richard William Binns FSA (1819–1900) Direktor und der erste Unternehmenshistoriker Exemplare von frühen Worcester und andere Kunstwerken zu kaufen, um damit die Belegschaft zu inspirieren. Fasziniert von der Kunst des Fernen Ostens und dem Beispiel des Musée national de Céramique – Sèvres in Frankreich folgend, häufte er eine große Sammlung von japanischer, chinesischer und koreanischer Keramik und japanischer Bronzen an. Er erwarb eine große Menge von Literatur über Skulptur, Architektur, Kleidung, Kalligraphie, Botanik, und dekorative Kunstwerke.
Das erste Royal-Worcester-Werksmuseum wurde im November 1879 eröffnet. Die Sammlung wurde in einem großen Raum im Herzen der Fabrik ausgestellt und enthielt viele Stücke aus dem frühen 19. Jahrhundert und der viktorianischen Epoche. Der Ausstellungskatalog wurde von R. W. Binns 1884 publiziert. Die Sammlung, die aus verschiedenen Ländern stammte und mehr als 10.000 Objekte umfasste, wurde nach dem Tod von Binns 1900 verkauft.
Sein Sohn Charles William Dyson Perrins (1864–1958) war ein angesehener lokaler Wohltäter. Er folgte seinem Vater als Direktor von Royal Worcester im Jahre 1891. Der Wohlstand der Familie Perrins stammte aus der damaligen Partnerschaft mit John Wheeley Tea und der Entdeckung des Geheimrezepts von Lea & Perrins Worcestershiresauce. In den ersten Jahren des 20. Jahrhunderts gründete er eine der bedeutendsten Privatsammlungen des 18. Jahrhunderts von Worcester-Porzellan. Im Jahr 1926 kaufte Dyson Perrins die Museumssammlung und Bibliothek, um die Finanzen des Porzellanunternehmens zu sanieren, unter der Bedingung, dass die Exponate zeit seines Lebens ausgestellt blieben. Im Jahre 1934 kaufte er die Royal-Worcester-Fabrik, gründete eine neue Firma und wurde deren Vorsitzender. Während des Ersten Weltkriegs wurden die Sammlungen des Museums verpackt und in Kellern in Worcester und Malvern (Worcestershire) gelagert. 
Im Jahre 1946 schuf Dyson Perrins das Perrins Museum Trust, um seine eigenen Privatsammlung mit der des ehemaligen Unternehmensmuseums zu verwalten und zusammenzulegen.
Die neue vereinigte Sammlungen von Worcester-Porzellan wurden im Juni 1951 wieder der Öffentlichkeit zugänglich gemacht. Das neue Museum wurde von Prinzessin Elisabeth bei ihrem Besuch zu Royal Worcesters 200-jährigem Bestehen eröffnet.
Um dem Museum ein permanentes Zuhause sicherzustellen, gab C. W. Dyson Perrins Witwe Frieda die finanziellen Mittel, so dass die Sammlung 1967 in den Gebäuden der St. Peters School ihren Platz fand. 
Im Jahr 1995 erhielt das Museum eine Porzellansammlung aus dem Nachlass von James Giles. Dieser Neuerwerb war Anlass, die Ausstellung in den folgenden vier Jahren komplett neu zu gestalten und die Ausstellungsfläche zu verdoppeln. Dies erfolgte mit Hilfe eines Zuschusses der National Lottery und Spenden wohltätiger Stiftungen, Unternehmen und Personen. 
Das Museum änderte seinen Namen von Dyson Perrins Museum zu The Worcester Porcelain Museum, um den Namen „Worcester“ besser bekannt zu machen. Der Konkurs des Unternehmens Royal Worcester 2008 ließ das Museum unberührt, da es sich unabhängig finanzierte.
Das Museum ist ein eingetragener Wohltätigkeitsverein, der von einem Aufsichtsrat verwaltet wird. Die Mitglieder des Aufsichtsrates arbeiten auf freiwilliger Basis. Das Museum finanziert sich aus Eintrittsgeldern, Schenkungen und Spenden.